# Gino Samil
Gino Sigvard Samil, ursprungligen Carlsson, född 23 mars 1939 i Sofia församling, Stockholm, är en svensk skådespelare, koreograf, clown och teaterregissör.

## Biografi
Samil var på 1980-talet ledare för den fria teatergruppen Flexteatern.

## Filmografi
Roller
- 1977 – Bussen
- 1984 – Lykkeland (TV-serie)
- 1987 – Saxofonhallicken
- 1988 – Strul
- 1989 – 1939
- 1992 – Kvällspressen (TV-serie)
- 1993 – Mannen på balkongen
- 1994 – Fallet Paragon (TV-serie)
- 2003 – Paragraf 9 (TV-serie)

## Teater

### Roller
| År   | Roll | Produktion                    | Regi          | Teater         |
| ---- | ---- | ----------------------------- | ------------- | -------------- |
| 1968 |      | Cirkusmysteriet Cannie Möller | Cannie Möller | Marsyasteatern |

### Regi
| År   | Roll         | Produktion | Teater                   |
| ---- | ------------ | ---------- | ------------------------ |
| 1983 | Clownentréer | Gino Samil | Helsingborgs stadsteater |

### Koreografi
| År   | Roll                                                  | Produktion                                                              | Regi              | Teater                   |
| ---- | ----------------------------------------------------- | ----------------------------------------------------------------------- | ----------------- | ------------------------ |
| 1968 | Cirkusmysteriet                                       | Cannie Möller                                                           | Cannie Möller     | Marsyasteatern           |
| 1979 | Två på häst och en på åsna Dva na koni, jeden na oslu | Oldrich Danek Bearbetning Olle Adolphson                                | Thomas Ryberger   | Stockholms stadsteater   |
| 1979 | En midsommarnattsdröm A Midsummer Night's Dream       | William Shakespeare Översättning Göran O. Eriksson                      | Göran O. Eriksson | Stockholms stadsteater   |
| 1982 | Historien om en häst Холстомер, Cholstomer            | Leo Tolstoj Översättning Ulf Fredriksson, Bo Hallin och Bengt Jangfeldt | Lars Edström      | Stockholms stadsteater   |
| 1994 | Cirkus Tigerbrand                                     | Nils Ferlin Dramatisering Ulf Fredriksson                               | Ulf Fredriksson   | Helsingborgs stadsteater |

### Fotnoter
1. ↑  Sveriges befolkning 1990, Riksarkivet
2. 1 2  Annika Holm (18 december 1968). ”Samma gamla sagor för småbarn”. Dagens Nyheter:  s. 16. https://arkivet.dn.se/tidning/1968-12-18/344/16. Läst 19 januari 2022.